# Asterochiton auricolor
Asterochiton auricolor là một loài côn trùng cánh nửa trong họ Aleyrodidae, phân họ Aleyrodinae.
Asterochiton auricolor được Bondar miêu tả khoa học đầu tiên năm 1923.